# Sphecomorpha murina
Sphecomorpha murina là một loài bọ cánh cứng trong họ Cerambycidae.